# Gwydion

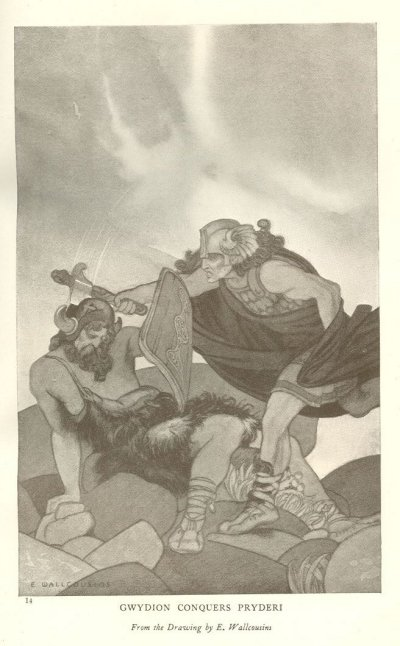
Gwydion tue Pryderi en combat singulier.Dessin de E. Wallcousins.

Dans la mythologie celtique brittonique, Gwydion est un magicien qui apparaît principalement dans la Quatrième branche du Mabinogi et dans un poème faussement attribué à Taliesin, le Kat Godeu (le « Combat des « arbrisseaux »).

## Parenté
Gwydion est le fils de la déesse suprême Dôn, il est le frère de Amaethon, Gilfaethwy, Gofannon, Arianrhod. Selon Christian-J. Guyonvarc'h et Françoise Le Roux, ils correspondent aux principaux dieux de la mythologie celtique irlandaise, les Tuatha Dé Danann, Gwydion étant l’équivalent du Dagda et Arianrhod celui de Brigit.
Il est le neveu de Math ap Mathonwy.
|                 |                 |                 |                 |                 |                 |  |  |                       |                       |                       |                       |                       |                       |  |  | Dôn                    | Dôn                    | Dôn                    | Dôn                    | Dôn                    | Dôn                    |  |  | Beli Mawr | Beli Mawr | Beli Mawr | Beli Mawr | Beli Mawr | Beli Mawr |  |  |          |          |                                    |                                    |                                    |                                    |                                    |                                    |           |           |           |           |           |           |  |  |                                       |                                       |                                       |                                       |                                       |                                       |  |  |  |  |  |  |  |  |  |  |  |  |  |  |  |  |  |  |  |  |  |  |  |  |  |  |  |  |  |  |  |  |  |  |
|                 |                 |                 |                 |                 |                 |  |  |                       |                       |                       |                       |                       |                       |  |  | Dôn                    | Dôn                    | Dôn                    | Dôn                    | Dôn                    | Dôn                    |  |  | Beli Mawr | Beli Mawr | Beli Mawr | Beli Mawr | Beli Mawr | Beli Mawr |  |  |          |          |                                    |                                    |                                    |                                    |                                    |                                    |           |           |           |           |           |           |  |  |                                       |                                       |                                       |                                       |                                       |                                       |  |  |  |  |  |  |  |  |  |  |  |  |  |  |  |  |  |  |  |  |  |  |  |  |  |  |  |  |  |  |  |  |  |  |
|                 |                 |                 |                 |                 |                 |  |  |                       |                       |                       |                       |                       |                       |  |  |                        |                        |                        |                        |                        |                        |  |  |           |           |           |           |           |           |  |  |          |          |                                    |                                    |                                    |                                    |                                    |                                    |           |           |           |           |           |           |  |  |                                       |                                       |                                       |                                       |                                       |                                       |  |  |  |  |  |  |  |  |  |  |  |  |  |  |  |  |  |  |  |  |  |  |  |  |  |  |  |  |  |  |  |  |  |  |
|                 |                 |                 |                 |                 |                 |  |  |                       |                       |                       |                       |                       |                       |  |  |                        |                        |                        |                        |                        |                        |  |  |           |           |           |           |           |           |  |  |          |          |                                    |                                    |                                    |                                    |                                    |                                    |           |           |           |           |           |           |  |  |                                       |                                       |                                       |                                       |                                       |                                       |  |  |  |  |  |  |  |  |  |  |  |  |  |  |  |  |  |  |  |  |  |  |  |  |  |  |  |  |  |  |  |  |  |  |
| Gwydion         | Gwydion         | Gwydion         | Gwydion         | Gwydion         | Gwydion         |  |  | Eveydd                | Eveydd                | Eveydd                | Eveydd                | Eveydd                | Eveydd                |  |  | Gilfaethwy             | Gilfaethwy             | Gilfaethwy             | Gilfaethwy             | Gilfaethwy             | Gilfaethwy             |  |  | Amaethon  | Amaethon  | Amaethon  | Amaethon  | Amaethon  | Amaethon  |  |  | Gofannon | Gofannon | Gofannon                           | Gofannon                           | Gofannon                           | Gofannon                           |                                    |                                    | Arianrhod | Arianrhod | Arianrhod | Arianrhod | Arianrhod | Arianrhod |  |  |                                       |                                       |                                       |                                       |                                       |                                       |  |  |  |  |  |  |  |  |  |  |  |  |  |  |  |  |  |  |  |  |  |  |  |  |  |  |  |  |  |  |  |  |  |  |
| Gwydion         | Gwydion         | Gwydion         | Gwydion         | Gwydion         | Gwydion         |  |  | Eveydd                | Eveydd                | Eveydd                | Eveydd                | Eveydd                | Eveydd                |  |  | Gilfaethwy             | Gilfaethwy             | Gilfaethwy             | Gilfaethwy             | Gilfaethwy             | Gilfaethwy             |  |  | Amaethon  | Amaethon  | Amaethon  | Amaethon  | Amaethon  | Amaethon  |  |  | Gofannon | Gofannon | Gofannon                           | Gofannon                           | Gofannon                           | Gofannon                           |                                    |                                    | Arianrhod | Arianrhod | Arianrhod | Arianrhod | Arianrhod | Arianrhod |  |  |                                       |                                       |                                       |                                       |                                       |                                       |  |  |  |  |  |  |  |  |  |  |  |  |  |  |  |  |  |  |  |  |  |  |  |  |  |  |  |  |  |  |  |  |  |  |
|                 |                 |                 |                 |                 |                 |  |  |                       |                       |                       |                       |                       |                       |  |  |                        |                        |                        |                        |                        |                        |  |  |           |           |           |           |           |           |  |  |          |          |                                    |                                    |                                    |                                    |                                    |                                    |           |           |           |           |           |           |  |  |                                       |                                       |                                       |                                       |                                       |                                       |  |  |  |  |  |  |  |  |  |  |  |  |  |  |  |  |  |  |  |  |  |  |  |  |  |  |  |  |  |  |  |  |  |  |
|                 |                 |                 |                 |                 |                 |  |  |                       |                       |                       |                       |                       |                       |  |  |                        |                        |                        |                        |                        |                        |  |  |           |           |           |           |           |           |  |  |          |          |                                    |                                    |                                    |                                    |                                    |                                    |           |           |           |           |           |           |  |  |                                       |                                       |                                       |                                       |                                       |                                       |  |  |  |  |  |  |  |  |  |  |  |  |  |  |  |  |  |  |  |  |  |  |  |  |  |  |  |  |  |  |  |  |  |  |
|                 |                 |                 |                 |                 |                 |  |  |                       |                       |                       |                       |                       |                       |  |  |                        |                        |                        |                        |                        |                        |  |  |           |           |           |           |           |           |  |  |          |          |                                    |                                    |                                    |                                    |                                    |                                    |           |           |           |           |           |           |  |  |                                       |                                       |                                       |                                       |                                       |                                       |  |  |  |  |  |  |  |  |  |  |  |  |  |  |  |  |  |  |  |  |  |  |  |  |  |  |  |  |  |  |  |  |  |  |
| Hyddwn « faon » | Hyddwn « faon » | Hyddwn « faon » | Hyddwn « faon » | Hyddwn « faon » | Hyddwn « faon » |  |  | Hychtwn « marcassin » | Hychtwn « marcassin » | Hychtwn « marcassin » | Hychtwn « marcassin » | Hychtwn « marcassin » | Hychtwn « marcassin » |  |  | Bleiddwn « louveteau » | Bleiddwn « louveteau » | Bleiddwn « louveteau » | Bleiddwn « louveteau » | Bleiddwn « louveteau » | Bleiddwn « louveteau » |  |  |           |           |           |           |           |           |  |  |          |          | Dylan Eil Ton « fils de la vague » | Dylan Eil Ton « fils de la vague » | Dylan Eil Ton « fils de la vague » | Dylan Eil Ton « fils de la vague » | Dylan Eil Ton « fils de la vague » | Dylan Eil Ton « fils de la vague » |           |           |           |           |           |           |  |  | Llew Llaw Gyffes « a la main rapide » | Llew Llaw Gyffes « a la main rapide » | Llew Llaw Gyffes « a la main rapide » | Llew Llaw Gyffes « a la main rapide » | Llew Llaw Gyffes « a la main rapide » | Llew Llaw Gyffes « a la main rapide » |  |  |  |  |  |  |  |  |  |  |  |  |  |  |  |  |  |  |  |  |  |  |  |  |  |  |  |  |  |  |  |  |  |  |

## Exploits mythologiques
Dans la Quatrième Branche du Mabinogi, Gwydion aide son frère Gilfaethwy à violer Goewin, la « porte-pieds » de Math. Pour ce faire, il va voir Pryderi de Dyfed et lui demande des cochons que celui-ci a reçu de l'Autre-Monde. Pryderi refuse, car il a promis à son peuple de ne jamais les vendre ni les donner. Gwydion offre alors de les échanger contre de magnifiques chevaux. Pryderi accepte, mais les chevaux ne sont qu'une illusion et disparaissent bientôt. Furieux, Pryderi déclare la guerre. Math part en campagne, laissant libre la vierge porte-pieds. Gwydion et Gilfaethwy rentrent alors discrètement à la cour de Math où Gilfaethwy couche de force avec Goewin. De retour sur le champ de bataille, Gwydion et Pryderi s'affrontent en combat singulier, dont le premier sort vainqueur grâce à sa magie.
De retour de guerre, Math apprend le viol de Goewin. Usant lui aussi de sa magie, il transforme les coupables en couples de différents animaux. Gwydion devient un cerf pendant une année, puis une truie l’année suivante et finalement un loup ; Gilfaethwy, quant à lui, est transformé en biche, en sanglier puis en louve. De ces métamorphoses naissent un faon (Hyddwn, de hydd, « cerf »), un marcassin (Hychtwn, de hych ) et un louveteau (Bleiddwn, de blaidd, « loup »). Au bout de trois ans, Math relève ses neveux de leur châtiment.
La « porte-pieds » de Math devant impérativement être vierge, Goewin doit être remplacée. Gwydion suggère sa sœur Arianrhod. Math vérifie sa virginité en la faisant passer sous sa baguette magique ; Arianrhod donne naissance à deux « enfants », Dylan Eil Ton et une tache informe qui deviendra Llew Llaw Gyffes, l'avatar du dieu Lug.

## Interprétations modernes
Pour Georges Dumézil, Gwydion est le « digne héritier de ces druides magiciens, savants et philosophes, conseillers des rois mais volontiers internationaux ». Le savoir et l’intelligence qui le caractérisent ressortent de la première fonction des Indo-Européens. Philippe Jouët considère que Gwydion se rapproche du dieu germanique Óðinn : « son  nom a la même étymologie *wet- ; sans scrupule, il suscite des guerres pour une fin supérieure, comme Óðinn qui accroît le nombre des guerriers tués au combat (Hárbarzlióð str. 24) ; il est responsable de la classe d'âge des guerriers « animaux » ; comme Óðinn il explore les espaces sombres et a pouvoir de guérison. Son exclusion de la société rappelle l'éloignement temporaire du trône qui a frappé Odin (Othinus) à deux reprises (Saxo Grammaticus, Gesta Danorum). Mais la soumission de Gwydion au roi juridique Math est définitive (Mabinogi) ».

## Sources
- Les Quatre branches du Mabinogi et autres contes gallois du Moyen Âge traduit du gallois, présenté et annoté par Pierre-Yves Lambert, Éditions Gallimard, collection « L'aube des peuples », Paris, 1993,  (ISBN 2-07-073201-0).